# Primarias del Partido Republicano de 2008 en Misisipi
Las Primarias republicanas de Misisipi, 2008 fueron el 11 de marzo de 2008.

## Resultados
| Candidato      | Votos   | Porcentaje | Delegados |
| -------------- | ------- | ---------- | --------- |
| John McCain    | 113,074 | 78.91%     | 36        |
| Mike Huckabee* | 17,943  | 12.52%     | 0         |
| Ron Paul       | 5,510   | 3.85%      | 0         |
| Mitt Romney*   | 2,177   | 1.52%      | 0         |
| Fred Thompson* | 2,160   | 1.51%      | 0         |
| Rudy Giuliani* | 945     | 0.66%      | 0         |
| Alan Keyes     | 842     | 0.59%      | 0         |
| Duncan Hunter* | 414     | 0.29%      | 0         |
| Tom Tancredo*  | 221     | 0.15%      | 0         |
| Total          | 143,286 | 100%       | 36        |

* Candidato se retiró de la contienda.